# Ломбардо, Розалия
Роза́ли́я Ломба́рдо (итал. Rosalia Lombardo; 13 декабря 1918, Палермо, Сицилия, Италия — 6 декабря 1920, там же) — малолетняя дочь сицилийского служащего Марио Ломбардо (итал. Mario Lombardo), умершая от пневмонии. По просьбе отца Розалии её тело было забальзамировано и выставлено в застеклённом гробу в Катакомбах капуцинов в Палермо. Захоронение Розалии Ломбардо, чья мумия получила у местных жителей и туристов прозвище «Спящая красавица» (итал. Bella addormentata, англ. Sleeping Beauty), стало одним из последних в истории катакомб. 

## «Спящая красавица»
Отец Розалии, тяжело переживавший её смерть, обратился к известному бальзамировщику доктору Альфредо Салафии с просьбой сохранить тело дочери от тления. Благодаря искусной бальзамировочной технике Салафии тело Ломбардо, экспонировавшееся в застеклённом гробу на мраморном пьедестале посреди часовни Святой Розалии — последнего пункта туристического маршрута по палермским Катакомбам капуцинов, — сохранилось до XXI века почти без изменений. Пока кожа Розалии не утратила естественный цвет, ребёнок казался не умершим, а спящим, отчего мумия Ломбардо получила прозвище «Спящая красавица».
В середине 2000-х годов стали заметны первые признаки разложения мумии. Для предотвращения дальнейшего разрушения тканей тела гроб Розалии Ломбардо был перенесён в более сухое место и заключён в стеклянную ёмкость, наполненную азотом.

## Бальзамирование
Описание процедуры бальзамирования, разработанной Салафией, было найдено в его рукописном архиве палеопатологом из Мессины Дарио Пьомбино-Маскали (итал. Dario Piombino-Mascali). Салафия заменил кровь Ломбардо жидким составом из дезинфицирующего формалина, спирта, способствующего быстрому высыханию тела, глицерина, предохраняющего мумию от полного обезвоживания, противогрибковой салициловой кислоты и солей цинка, придавших телу твёрдость. Формула состава: 1 часть глицерина, 1 часть насыщенного формалинового раствора цинкового купороса и хлорида цинка, 1 часть насыщенного спиртового раствора салициловой кислоты.
1. Альфредо Салафия (1869—1933) — бальзамировщик тела Розалии Ломбардо
2. Стеклянный саркофаг с телом Розалии Ломбардо. Снимок 2012 года